# Регби в России

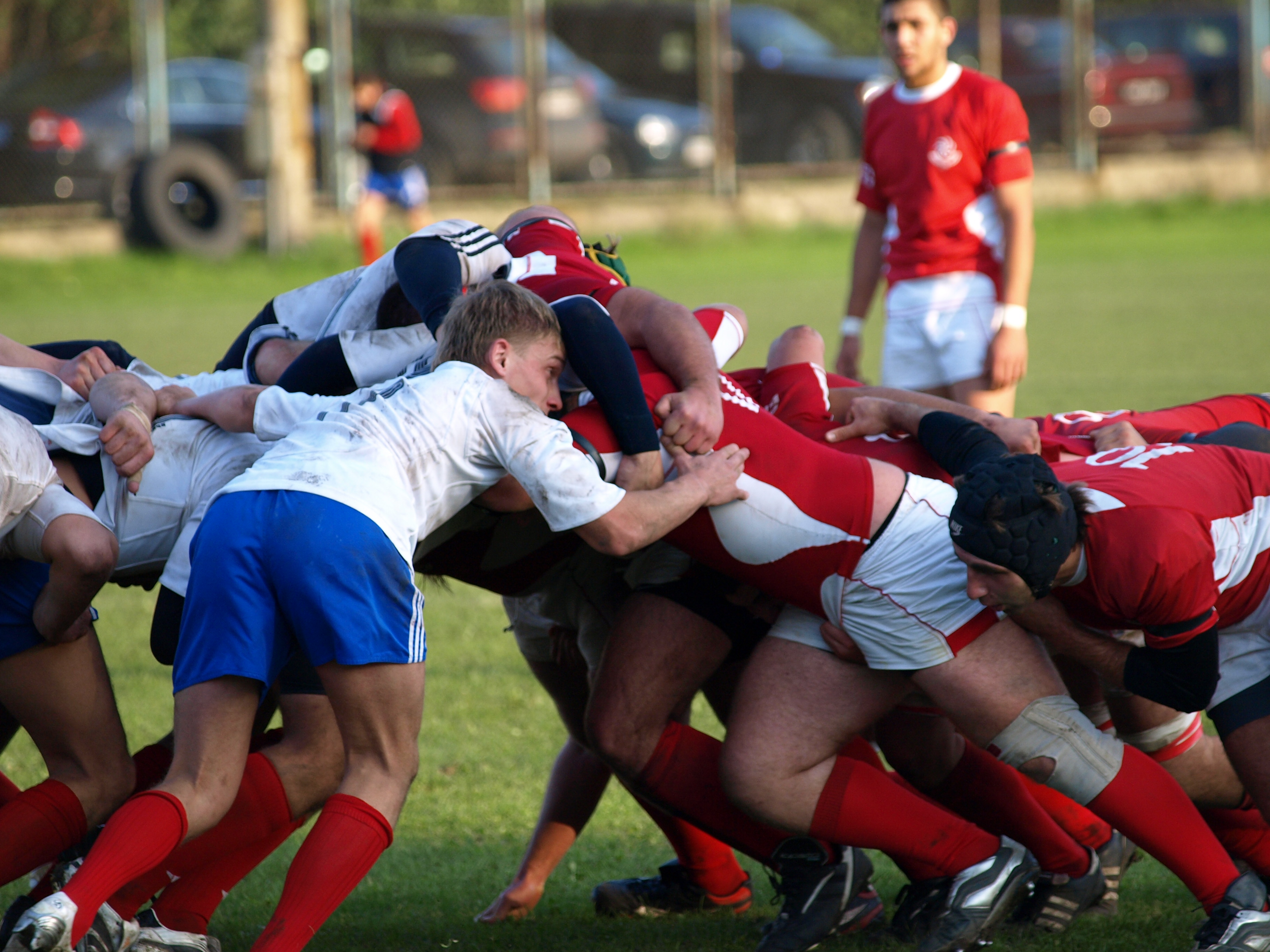
Поединок юниорских сборных России и Грузии (2009)

Регби в России является одним из популярных игровых видов спорта. В стране зарегистрированы 365 клубов и 21670 регбистов, а также регулярно проводится чемпионат России по регби и Кубок России по регби. Национальная сборная занимает 25-е место в рейтинге World Rugby. Однако при этом лучше в стране развит именно регби-7, в котором российские сборные регулярно соревнуются с ведущими командами Европы и мира. Управление российским регби осуществляет Федерация регби России как правопреемник Федерации регби СССР, основанной в 1936 году и преобразованной в 1967 году. ФРР является членом World Rugby с 1990 года.

## История

### Дореволюционная Россия
В течение многих лет отчёт истории регби в России вели с 1923 года, считая отправной точкой матч команд Общества физвоспитания трудящихся и Московского речного яхт-клуба. Но сохранилось множество достоверных свидетельств, что нашли соотечественники играли в регби и до революции 1917 года. До недавнего времени самым ранним упоминанием игры в России, найденным волгоградским историком регби Юрием Лобановым, считался 1893 год, но некоторые неподтверждённые источники ссылались на 1886-й. Чтобы установить точную дату появления игры в стране Федерация регби России обратилась в Государственный музей спорта.
Комментируя результаты проведённого исследования, директор Государственного музея спорта, член Общественной палаты РФ, профессор Елена Истягина-Елисеева отметила ответственный подход к своей истории Федерации регби России: «Искать правду — когда всё же состоялся первый матч, игра или бой — будут лишь те, для кого спорт не просто голы и очки. Те, для которых это целая жизнь и возможность сделать в ней что-то значимое. Помимо многих аспектов, определяющих игру как социально значимую, была уточнена официальная дата первых регбийных матчей. В октябре 1892 года в Московском манеже состоялись первые документально подтверждённые матчи с участием подданных Российской империи. Мои слова уважения и благодарности руководству Федерации регби России, которое сделало этот научный поиск возможным. История спорта обогатилась новыми ценными фактами».
Именно с октября 1892 года комиссией по физическому образованию учебного отдела Общества распространения технических знаний в Московском манеже организовывались регбийные матчи. В них принимали участие российские игроки – преподаватели гимнастики московских учебных заведений. К этому времени были изданы на русском языке правила игры в регби, появились первые инструкторы, в Москве изготавливались регбийные мячи.
В 1905 и 1907 гг. матчи по регби проходили в Петербурге. В 1908 году в Одессе состоялся матч английских моряков и местных жителей. Одним из участников был будущий генерал-лейтенант ВС СССР Н. Н. Биязи, который писал, что многие из применяемых англичанами приёмы были очень грубыми, однако его противники говорили, что поступали ещё довольно мягко.

### СССР
После Октябрьской революции многие иностранцы и представители русского дворянства покинули страну, среди них был князь А. С. Оболенский, который стал профессиональным регбистом в Англии и играл за команду Оксфордского университета и даже за сборную Англии (в январе 1936 года он занёс две попытки в игре против Новой Зеландии и помог англичанам победить). Первым матчем в СССР считается встреча на стадионе «Буревестник» (ныне там находится СК «Олимпийский») команд Общества физического воспитания трудящихся и Московского речного яхт-клуба. Руководил обеими командами Михаил Козлов, первый тренер сборной СССР по футболу.
В советском регби дебютировали многие представители иных видов спорта: борец Григорий Пыльнов, баскетболисты Степан Спандарян, Константин Травин и Александр Зинин, футболист Александр Соколов и многие другие. В 1935 году стартовал чемпионат Москвы, а в 1936 году прошёл первый чемпионат СССР по регби. Из-за войны и последующего восстановления хозяйства чемпионат не проводился, а вскоре матчи по регби перестали проводить даже на любительском уровне. По одной версии, игру запретили в рамках борьбы с космополитизмом, по другой версии — Иосиф Сталин, выбирая между двумя перспективными силовыми видами спорта, предложил развивать хоккей с шайбой вместо регби, по третьей — регби сошло на нет само собой.
В 1957 году Всемирный фестиваль молодежи и студентов помог вернуть регби в СССР, когда в его рамках в Москве прошёл регбийный матч команд из Чехословакии и Уэльса. Матч был ознаменован массовой дракой болельщиков валлийского клуба «Лланелли» и команды «Гривицэ» из Бухареста, что подпортило репутацию регби в СССР. Однако по свидетельствам Жана Но (фр. Jean Nau), участвовавшего в развитии советского регби в 1930-е годы, на детском стадионе в Лужниках на регбийных матчах были переполнены трибуны, что подтверждало заинтересованность зрителей в игре. Так появились команды МВТУ им. Баумана, МАИ и Воронежского лесотехнического института, где студенты сами шили овальные мячи. В 1959 году в Москве прошёл первый турнир послевоенных лет с командами МВТУ, МАИ, Лесотехнической академии из Воронежа и пединститута из Николаева. Большой вклад в развитие регби внёс Г. Г. Мрелашвили, занимавшийся развитием регби и в Грузинской ССР. На постоянной основе чемпионаты СССР по регби проводились с 1968 года (первый прошёл в 1966 году), а с 1967 года была в новом виде представлена Федерация регби СССР. Её возглавлял с 1967 по 1991 годы Герой Советского Союза, лётчик-испытатель и генерал-майор авиации В. С. Ильюшин.
С 1964 года регби стал обязательным видом спорта, использовавшимся для физической подготовки личного состава ВДВ СССР — по распространённой легенде, этому способствовал генерал ВДВ СССР В. Ф. Маргелов, который посмотрел британский фильм «Такова спортивная жизнь» и после просмотра признал, что в этом игровом виде спорта присутствуют важные для десантника элементы борьбы. В 1975 году Федерация регби СССР вошла в Международную любительскую федерацию регби, и сборная СССР провела официальный первый матч. Благодаря успехам советских регбистов команда сразу попала в турнир группы «Б». С 1979 года сборная СССР участвовала в высшей лиге чемпионата Европы (группа «А»), став в 1978, 1981 и 1983 годах бронзовым призёром чемпионата Европы, а в 1985—1987, 1989 и 1990 годах — серебряным призёром. Одним из выдающихся игроков был Игорь Миронов, легендарный капитан советской сборной и клуба ВВА имени Ю. А. Гагарина. Также в 1970-е годы в сборной СССР и команде ВВА блистал Валерий Прошин. Центром развития советского регби было подмосковное Монино, также сильная школа регби была в Казахской ССР, в Алма-Ате.
В 1987 году сборную СССР приглашали принять участие в первом чемпионате мира, однако советское руководство отказалось отправлять свою команду в знак протеста против участия в турнире сборной Зимбабве, игравшей регулярно матчи против ЮАР — в Советском Союзе не признавали законным установленный в ЮАР режим апартеида. Проигнорировало советское руководство и следующий чемпионат мира. В последние годы существования СССР в стране предприняли попытки провести турниры по регбилиг или регби-13, однако по популярности этот вид спорта значительно уступал обычному регби-15.

### Российская Федерация
С 1992 года регбийной деятельностью занимается Федерация регби России, с 2000 года сборная России выступает в дивизионе «А» чемпионата Европы, курируемого Регби Европы.
Высшими достижениями на Кубке Европейских наций сборной России являются серебряные медали сезонов 2007/2008 и 2008/2009. В 2010 году сборная совершила историческое достижение, выйдя на чемпионат мира в Новой Зеландии и обойдя извечных противников из Румынии. В финальном этапе россиянам достались сборные США, Италии, Ирландии и Австралии — россияне заработали только бонусное очко в игре с США, потерпев поражения во всех матчах, но занесли за 4 игры целых 8 попыток, чего не совершал дебютант мирового первенства никогда — по три в матчах против Италии и Австралии, две против Ирландии.
В 2015 году чемпионат мира в Англии прошёл без участия сборной России: в последнем раунде сборная России проиграла по сумме двух встреч Уругваю, который и завоевал путёвку. На первенство мира 2019 года в Японии российская команда прошла благодаря грубому нарушению регламента сборными Румынии и Испании, незаконно заявлявшими игроков для встреч. Суд World Rugby дисквалифицировал Румынию и Испанию, отобрав у них очки за каждую игру, проведённую с нарушением регламента.

## Регбийные позиции
В русском языке используются как традиционные англоязычные названия позиций, так и русские названия, являющиеся буквальным переводом позиций и при этом имеющие определённое толкование.
| 1 - Левый столб Левый проп           | 2 - Отыгрывающий Хукер  | 3 - Правый столб Правый проп         |                                       |                                        |                                      |                                   |
| 4 - Замок Лок                        | 5 - Замок Лок           |                                      |                                       |                                        |                                      |                                   |
| 6 - Левый фланкер Блайндсайд-фланкер | 8 - Стягивающий Восьмой | 7 - Правый фланкер Оупенсайд-фланкер |                                       |                                        |                                      |                                   |
|                                      |                         | 9 - Полузащитник схватки Скрам-хав   |                                       |                                        |                                      |                                   |
|                                      |                         |                                      | 10 - Блуждающий полузащитник Флай-хав |                                        |                                      |                                   |
|                                      |                         |                                      |                                       | 12 - Внутренний центровой Инсайд-центр |                                      |                                   |
|                                      |                         |                                      |                                       |                                        | 13 - Внешний центровой Аутсайд-центр |                                   |
| 11 - Левый крыльевой Левый винг      |                         |                                      |                                       |                                        |                                      | 14 - Правый крыльевой Правый винг |
|                                      |                         |                                      | 15 - Замыкающий Фуллбэк               |                                        |                                      |                                   |

## Климатические условия
В настоящее время для российского регби жизненно важными являются условия для подогрева поля, чтобы можно было проводить матчи зимой. Суровые климатические условия Сибири стали предпосылками для создания в России такого вида спорта, как снежное регби.
В 1978 году в СССР было установлено уникальное достижение: между командами «Красный Яр» из Красноярска и «Политехникой» из Алма-Аты прошёл регбийный матч при температуре воздуха -23°C. Красноярские регбисты преодолели 2000 км по пути из Красноярска в Алма-Ату, и поэтому матч никто не решился отменять. По свидетельствам, игрокам разрешили взять с собой балаклавы, перчатки и лыжные костюмы, чтобы побороть холод. В 2015 году этот рекорд чуть не перебил «Енисей-СТМ», когда вынужден был играть с ирландском «Коннахтом» в Красноярске при температуре -20°C и буквально заледеневшем поле (красноярцы проиграли 14:31). Игрокам ирландского клуба пришлось надеть перчатки на матч.

## Освещение в СМИ
Регби в России значительно проигрывает по популярности футболу и хоккею, однако имеет свою аудиторию. Именно на спортивном российском телеканале 7ТВ был впервые показан Кубок Хейнекен, а в 2003 году тот же канал выиграл право на показ матчей чемпионата мира в Австралии. На телеканале РТР-Спорт показывались матчи чемпионата России в записи, а в 2007 году 7ТВ освещал матчи чемпионата мира во Франции. Матчи чемпионата мира 2011 года показывал телеканал Россия-2, а матчи чемпионата мира 2015 года были показаны эксклюзивно на телеканале «Перец». В настоящее время Матч ТВ и входящие в этот холдинг каналы (в основном «Матч! Игра») показывают матчи топ-сборных (игры чемпионата мира и Кубка шести наций), игры российских сборных по регби-15 и регби-7, а также игры Чемпионата России и Кубка России.

## Чемпионаты России
Чемпионат России по регби проводится с 1992 года, координацией чемпионата, Кубка и Суперкубка занимается Регбийная премьер-лига. Существуют Топ-Лига и Первая лига, где выступают полу-профессиональные и любительские клубы. В сезоне 2023/2024 в Чемпионате России соревнуется 9 команд. Действующим чемпионом является команда «Локомотив-Пенза», выигравшая в 2023 году чемпионат в 1 раз. Рекордсменом по числу побед является клуб ВВА-Подмосковье, который побеждал в чемпионатах СССР и России 17 раз. 
Вторым по значимости турниром в российском регби является Кубок России, который разыгрывается с 1992 года.
Существует Федеральная регбийная лига, которая включает в себя более 50 любительских мужских и женских команд, которые регулярно участвуют в розыгрыше трофея по регби-7. Турниры проходят под эгидой Национальной регбийной лиги России.
В системе подготовки детских команд центрами являются Красноярский край, Москва, Московская область, Пенза, Казань, Краснодарский край, Кемеровская область — первенства России среди детско-юношеских команд проводятся с участием этих регионов. С 2013 года в общеобразовательных учреждениях РФ в образовательном процессе официально введена учебная программа под названием «Программа интегративного курса физического воспитания обучающихся общеобразовательных учреждений на основе регби».

## Международные турниры

### Проведённые в России
В 2007 году Москва подала заявку на проведение чемпионата мира по регби-7, однако проиграла Дубаю. В феврале 2009 года повторная заявка Москвы на проведение чемпионата мира по регби-7 уже увенчалась успехом: в мае 2010 года сняли свои заявки Германия и Бразилия, предоставив России право на проведение турнира. Ради проведения чемпионата мира по регби-7 Россия пожертвовала заявкой на чемпионат мира 2019 года. В 2010 году в России также прошёл трофей чемпионата мира среди молодёжных команд (до 20 лет), также регулярно проводятся этапы чемпионата Европы по регби-7.
Россией 31 мая 2019 года была подана заявка на проведение чемпионата мира 2027 года.

### Еврокубки
Ежегодно в России проходит Кубок европейских чемпионов по регби-7 среди лучших клубных команд континента, а клубы «Енисей-СТМ» и «Красный Яр» как чемпионы России участвуют в Европейском кубке вызова по регби-15 — втором после Кубка Европейских чемпионов значимом турнире.

## Сборная России

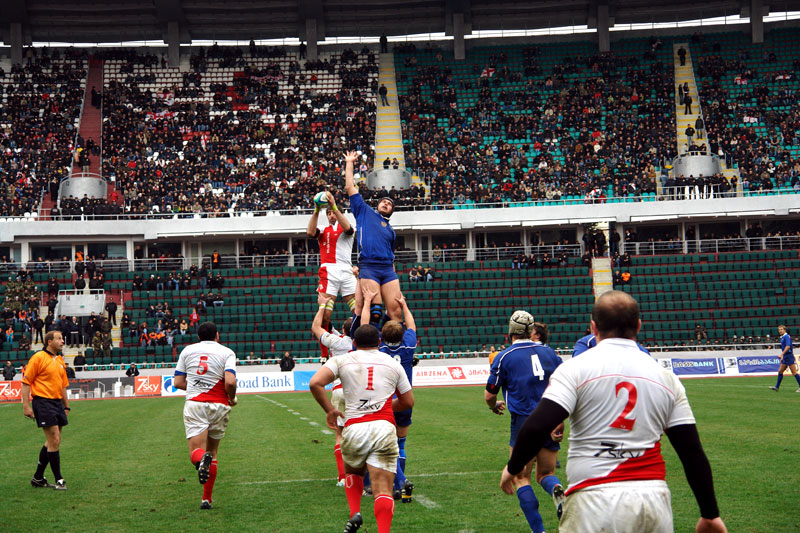
Матч Россия—Грузия

В связи с тем, что в Кубке шести наций состав команд не меняется, сборная России выступает в чемпионате Европы: она занимала 2-е место в сезонах 2007/2008 и 2008/2009 и в 2018 году, а также становилась бронзовым призёром в 2001 году, в сезоне 2001/2002, в 2010, 2013, 2014 и 2016 годах. Принципиальнейшими противниками сборной России являются Румыния и Грузия: из 22 встреч против румынских «дубов» россияне выиграли всего 5, сведя одну встречу вничью и проиграв 16 матчей, а из 22 встреч против грузинских «лело» россияне проиграли 20 встреч, выиграв только самый первый матч и сыграв одну встречу вничью. Команда участвовала в Кубке наций IRB и Кубке Черчилля, однако больших успехов не добивалась. В Кубке Сверхдержав 2003—2005 годов россияне участвовали регулярно и одержали победу в 2003 году, победив команды США и Японии. Главным достижением на международном уровне сборной России является участие в чемпионатах мира 2011 и 2019 годов. Одними из наиболее известных игроками сборной России являются Василий Артемьев, Юрий Кушнарёв, Кирилл Кулёмин, Александр Янюшкин, Владимир Остроушко, Денис Симпликевич и многие другие.

## Вариации

### Регби-7
В России по сравнению с регби-15 больше успехов наблюдается у команд по регби-7. Сборная России по регби-7 выигрывала четыре раза чемпионат Европы, у женской сборной зафиксировано шесть таких побед. Также обе эти команды выигрывали Универсиаду-2013, после которой в России начался подъём регби-7. Женская сборная России входит в шестёрку лучших сборных мира по регби-7 и является регулярной участницей Мировой серии по регби-7 — в активе российской сборной есть как минимум по одной победе над пятью топ-сборными мира (Австралия, Новая Зеландия, США, Канада, Англия), хотя на Олимпиаде-2016 года россиянки не выступили из-за неожиданного проигрыша в квалификационном турнире сборной Испании. Дебют российской сборной состоялся только в 2021 году на Олимпиаде в Токио, где, выступая под флагом ОКР, команда заняла 8-е место.
В символические сборные Мировой серии входили такие регбистки России, как Алёна Михальцова, Елена Здрокова, Байзат Хамидова и Надежда Созонова. В России ежегодно проводятся чемпионат и Кубок России по регби-7 среди мужских и женских команд. «Енисей-СТМ» является лидером по числу побед в регби-7 среди мужских команд, а среди женских лидирующий клуб — «ВВА-Подмосковье» (бывший «РГУТИС-Подмосковье»). Федеральная лига по регби отвечает за проведение чемпионатов России по регби-7 среди мужских команд (16 клубов), женских команд (12 клубов) и студентов, а также турниры среди детско-юношеских команд. Некоторые клубы специально отказываются от участия в чемпионате России по регби-15 и заявляются только на чемпионат по регби-7. По мнению спортивных журналистов, Россия осознанно делает ставку на развитие регби-7 в стране, чтобы затем уже подготовить инфраструктуру и для регби-15.

### Пляжное регби
В России проводится более 30 турниров по пляжному регби, в 2017 и 2018 годах в Москве прошли два чемпионата Европы. Женская сборная России выиграла оба розыгрыша, мужская — серебряный призёр 2017 года и чемпион Европы 2018 года.